# El Milano
El Milano település Spanyolországban, Salamanca tartományban. El Milano La Zarza de Pumareda, Cabeza del Caballo, Villasbuenas, Barruecopardo és Cerezal de Peñahorcada községekkel határos. Lakosainak száma 88 fő (2024).

## Népesség
A település népessége az elmúlt években az alábbi módon változott:
| Lakosok száma | 173  | 161  | 147  | 134  | 133  | 119  | 122  | 106  | 95   | 88   |
|               | 2001 | 2004 | 2007 | 2009 | 2012 | 2014 | 2017 | 2019 | 2022 | 2024 |